# Lawashi River
Der Lawashi River ist ein etwa 230 km langer Zufluss der James Bay im Norden der kanadischen Provinz Ontario.

## Flusslauf
Der Lawashi River hat seinen Ursprung in einem namenlosen See auf einer Höhe von 147 m. Das Quellgebiet befindet sich in der James-Bay-Niederung, 38 km östlich vom Südostufer des Missisa Lake im Nordosten des Kenora District. Er fließt anfangs 60 km in überwiegend östlicher Richtung, bevor er sich auf den folgenden 100 km nach Nordosten wendet. Auf den letzten 70 km fließt der Lawashi River erneut in überwiegend östlicher Richtung. Etwa 6,5 km oberhalb der Mündung trifft der Lawashi Channel, ein südlicher Abzweig des Attawapiskat River, von Norden kommend auf den Lawashi River. Dieser mündet schließlich im Süden der Akimiski-Straße in die James Bay. Weiter südlich verläuft der Kapiskau River, weiter nördlich der Attawapiskat River. Der gesamte Flusslauf des Lawashi River befindet sich im Bereich des Kanadischen Schildes. Der Fluss weist im Oberlauf ein stark mäandrierendes Verhalten mit zahlreichen Flussschlingen und Altarmen auf. Das Einzugsgebiet des Lawashi River umfasst ungefähr 6300 km².